# Sabrina D'Angelo
Sabrina D'Angelo, född 11 maj 1993 i Welland i Ontario, är en kanadensisk fotbollsspelare som spelar för Arsenal.

## Klubbkarriär
I december 2018 värvades D'Angelo av Vittsjö GIK. Hon debuterade i Damallsvenskan den 14 april 2019 i en 1–0-förlust mot KIF Örebro. I november 2020 förlängde D'Angelo sitt kontrakt med ett år. I oktober 2021 förlängde hon sitt kontrakt i Vittsjö över säsongen 2022.
I januari 2023 värvades D'Angelo av Women's Super League-klubben Arsenal.

## Landslagskarriär
D'Angelo blev olympisk bronsmedaljör i fotboll vid sommarspelen 2016 i Rio de Janeiro.